# Pigostil

Esquelet de colom amb el pigostil marcat amb el número 17

El pigostil és el darrer os de la columna vertebral dels ocells, conseqüència de la fusió de les últimes vèrtebres caudals. Dona suport a la musculatura i les plomes de la cua.
Es correspon externament amb una protuberància carnosa al final del cos dels ocells, molt visible en un pollastre o un gall dindi desplomat per ser cuinat. Té un aspecte unflat, ja que al seu interior hi és la glàndula uropigial.